# کانبولات گورکم ارسلان
کانبولات گورکم ارسلان (انگلیسی: Kanbolat Görkem Arslan؛ زادهٔ ۴ نوامبر ۱۹۸۰) بازیگر، و بازیگر سینما اهل کشور ترکیه است. وی از سال ۲۰۱۱ میلادی تاکنون مشغول فعالیت بوده‌است.